# District sud-est
Le  District sud-est  est un district de la région Maekel de l'Érythrée. 